# Andrena christineae
Andrena christineae is een vliesvleugelig insect uit de familie Andrenidae. De wetenschappelijke naam van de soort is voor het eerst geldig gepubliceerd in 2006 door Dubitzky.